# Phyllanthus selbyi
Phyllanthus selbyi là một loài thực vật có hoa trong họ Diệp hạ châu. Loài này được Britton & P.Wilson miêu tả khoa học đầu tiên năm 1920.